# Jean-Baptiste Berré
Jean-Baptiste Berré né le 11 février 1777 à Anvers (Belgique) et mort le 6 mai 1839 à Paris (France) est un peintre et sculpteur flamand.

## Biographie
Élève de l'académie de peinture d'Anvers, Jean-Baptiste Berré y reçoit l'enseignement de Guillaume Herreyns et Balthasar Ommeganck.
D'abord paysagiste et peintre de nature morte, il se fixe en 1808 à Paris, où il devient le peintre animalier attitré du Jardin du Roi. Il occupe un logement au sein de cette institution à partir de 1812. À la demande de son collègue Georges Cuvier, Jean-Baptiste Berré y réalise en avril 1815 un portrait de la Vénus hottentote Saartjie Baartman. Il s'agit d'une huile sur bois d'une facture soignée et sensible, dont le dessin réaliste la représente nue sous quatre angles différents.
Berré se consacre essentiellement à la peinture animalière après son installation à Paris. Sa production, composée d'animaux de la ferme et de fauves étudiés d'après nature au Jardin des Plantes, est collectionnée par de riches amateurs de toute l'Europe qui apprécient la perfection de son talent d’exécution. Il compte parmi sa clientèle l'Impératrice Joséphine, le banquier Étienne Delessert, le marchand d'art Pierre Joseph Lafontaine, les collectionneurs Marcotte et De Wailly.
Il expose régulièrement sa production au Salon de 1808 à 1837, et y est récompensé à deux reprises par une médaille en 1810 et en 1817. Soucieux de conserver des liens artistiques avec sa contrée natale, il y envoie des œuvres qui sont présentées dans diverses expositions organisées en Belgique.
Actif à Paris pour le reste de sa carrière, il y meurt le 6 mai 1839.

## Œuvres dans les collections publiques
- Dijon, musée Magnin : La Prairie.
- Orléans, musée des Beaux-Arts : Un aigle s'efforçant d'enlever un mouton, 1812.
- Paris, Muséum national d'histoire naturelle : La Vénus hottentote, 1815.
- Quimper, musée des Beaux-Arts : Des chèvres sur un tertre au bord de la mer.

Œuvres de Jean-Baptiste Berré
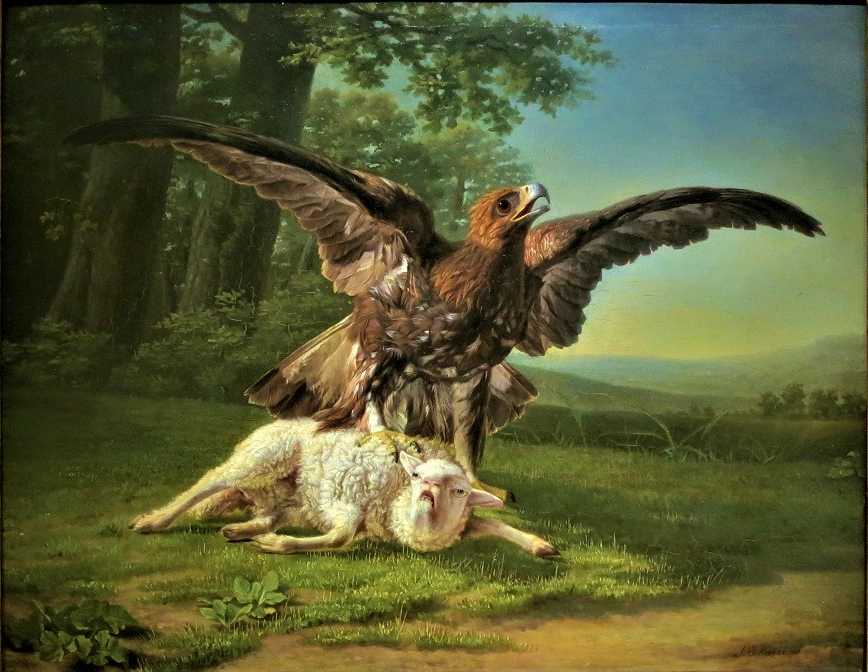
Un aigle s'efforçant d'enlever un mouton (1812), musée des Beaux-Arts d'Orléans.
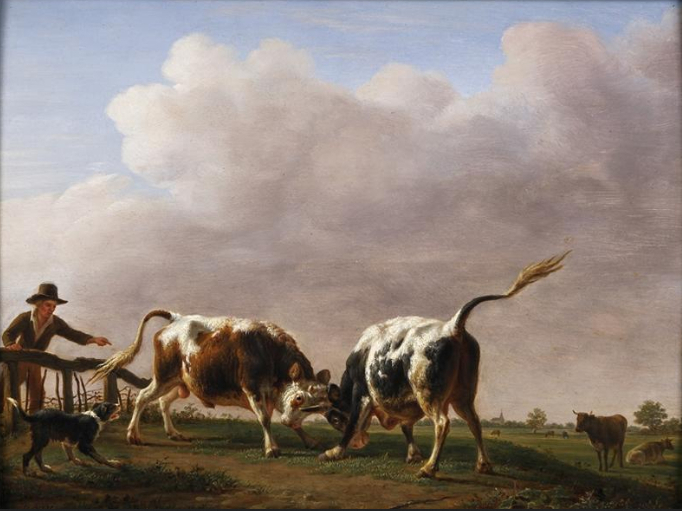
Combat de jeunes taureaux (1836), Cherbourg-Octeville, musée Thomas-Henry.
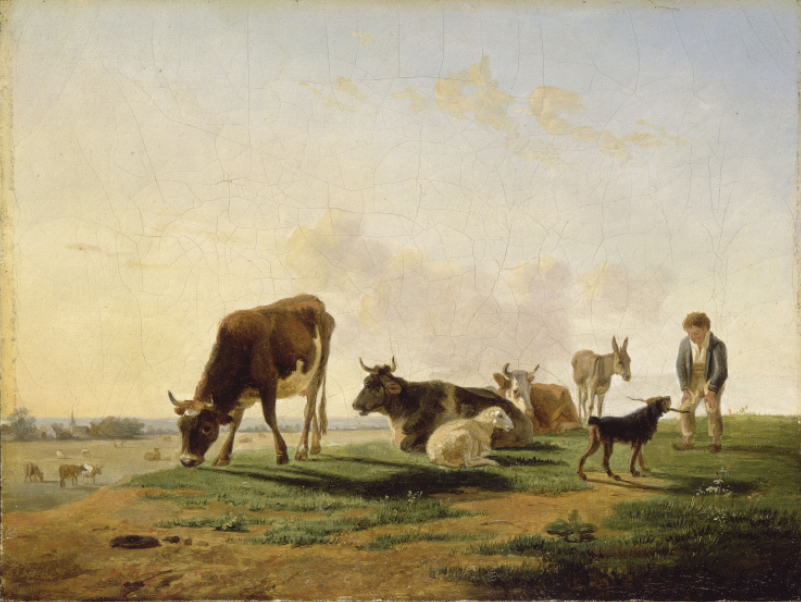
La Prairie, Dijon, musée Magnin.
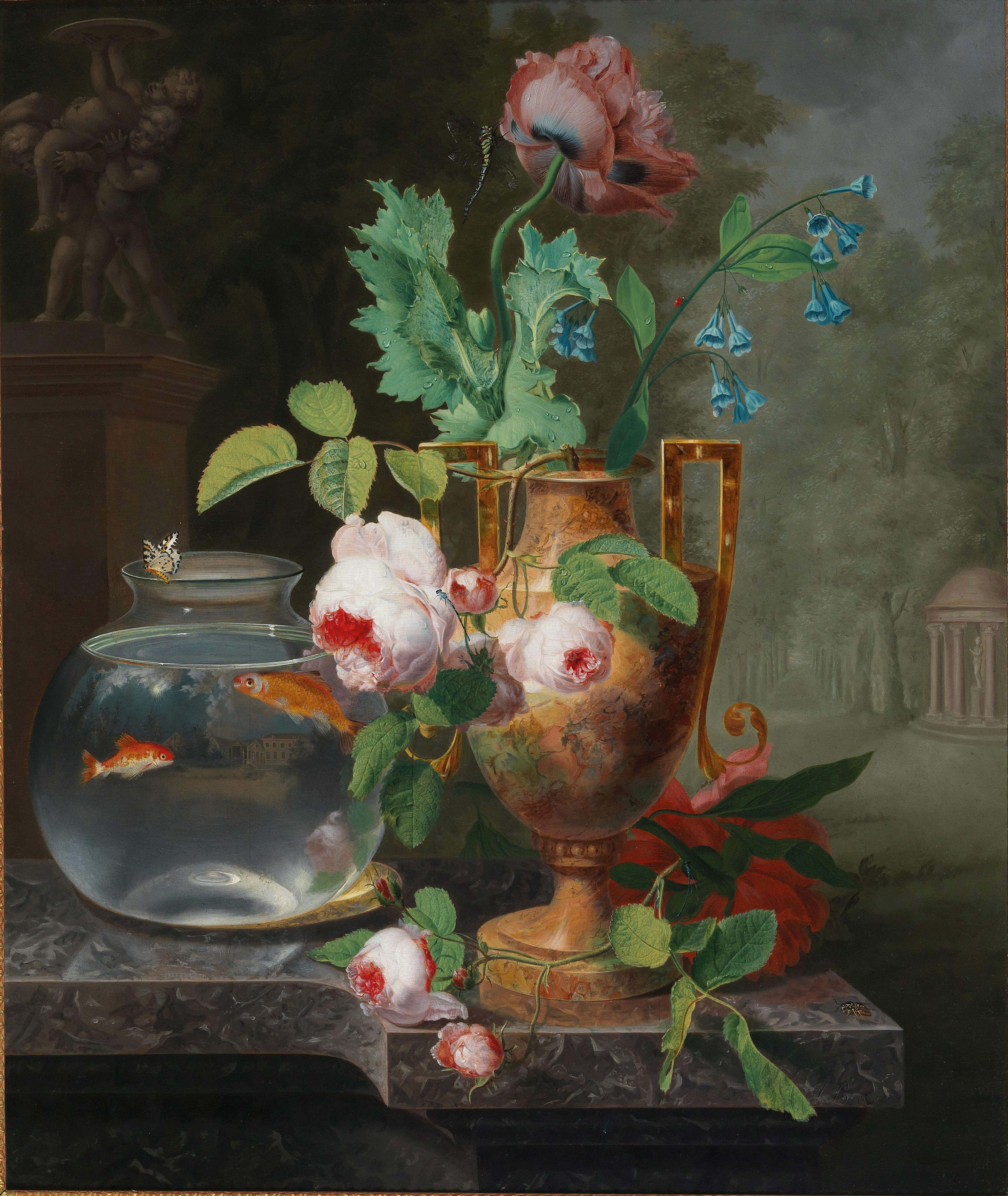
Nature morte, localisation inconnue.
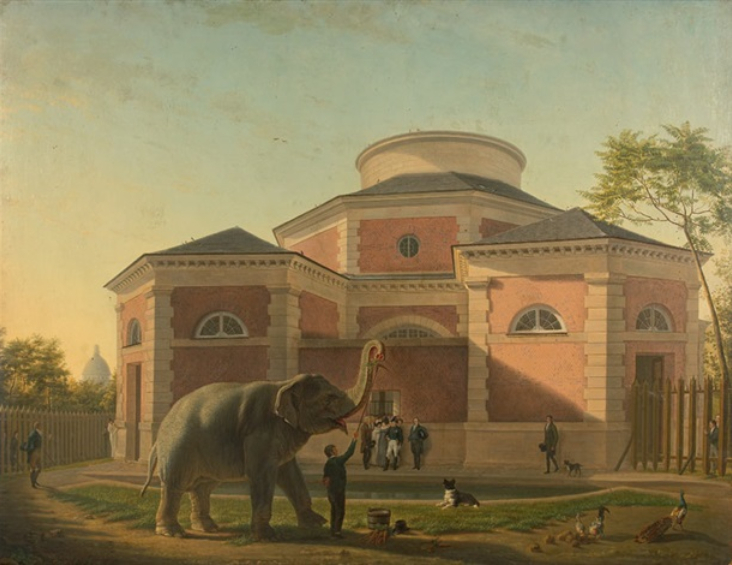
L'Éléphant du jardin du roi, localisation inconnue.